# Casa Rot
La Casa Rot és una obra de Massalcoreig (Segrià) inclosa a l'Inventari del Patrimoni Arquitectònic de Catalunya.

## Descripció
Habitatge entre mitgeres avui partida en dos. Façana de composició simètrica encara que una mica alterada. El terra de l'entrada és fent amb còdols dibuixant una mena de rosetó. El ràfec destaca per la seva originalitat.